# こうたろ (イラストレーター)
こうたろ（男性）は、日本のフリーのイラストレーター。同人サークル「にじいろ桜」で活動中。代表作はパチスロ『スーパーブラックジャック』シリーズのイラスト。

## 関連作品

### 小説挿絵
- emeth 〜人形遣いの島〜（月島総記／著、スクウェア・エニックス・ノベルズ）

### キャラクターデザイン
- ウルトラジャンプエッグ（しすこ、テラ）
- それゆけ!女性自衛官（タカラトミー）

### パチスロ
- スーパーブラックジャック
- 十字架
- 十字架600式
- リオデカーニバル
- リオパラダイス
- 快盗天使ツインエンジェル2 「エンドカード」と呼ばれる、ビッグボーナス終了時に表示されるイラストを提供。

### パチンコ
- アントニオ猪木という名のパチンコ機
- 燃える闘魂アントニオ猪木

### アダルトゲーム
- あるすまぐな! -ARS:MAGNA-（light、原画担当）
- トロピカルKISS（原画）
- トロピカルVACATION（原画）

### テレビアニメ
- 大正野球娘。（キャラクター原案）
- 神のみぞ知るセカイII（第7話予告イラスト）
- 僕は友達が少ない（第7話劇中ゲームイラストデザイン）
- 夜桜四重奏 〜ハナノウタ〜（第11話エンドカード）

## 同人活動
2003年頃から『にじいろ桜』というサークル名で活動している。いわゆる壁サークル（大手サークル）で、人気が高い。主にオリジナル・版権物の一般向け・18禁のイラストを収録したイラスト本やCG集を扱っている。現在、そのほとんどが販売を終了し、再版の予定もないとのこと。